# Racosperma inophloia
Racosperma inophloia là một loài thực vật có hoa trong họ Đậu. Loài này được (Maiden) Pedley mô tả khoa học đầu tiên năm 2003.